# امبروژ، شهرستان کنترا کوستا، کالیفرنیا
امبروس، بخش کنترا کوستا، کالیفرنیا (به انگلیسی: Ambrose, Contra Costa County, California) یک سکونتگاه مسکونی در ایالات متحده آمریکا است که در شهرستان کنترا کوستا واقع شده‌است.

## خصوصیات
امبروس ۵ متر بالاتر از سطح دریا واقع شده‌است.